# Гебхард XXVIII фон Алвенслебен
Гебхард XXVIII фон Алвенслебен (на немски: Gebhard XXVIII von Alvensleben; * 5 януари 1734, Айхенбарлебен; † 12 март 1801, Айхенбарлебен) е благородник от род Алвенслебен в дворец Айхенбарлебен в Саксония-Анхалт.

## Произход
Той е големият син на Гебхард Йохан IV фон Алвенслебен (1703 – 1763) и втората му съпруга София Вилхелмина фон Хаген (1710 – 1747), дъщеря на Бусо фон Хаген (1665 – 1734) и Доротея Хенриета фон Шьонинг (1682 – 1714). Баща му Гебхард Йохан IV фон Алвенслебен се жени трети път 1744 г. за Йохана Елеонора фон дер Шуленбург (1721 – 1808). По-голям брат е на Йохан Фридрих фон Алвенслебен (1736 – 1819), господар на дворец Редекин.

## Фамилия
Гебхард XXVIII фон Алвенслебен се жени на 27 март 1764 г. в Дьонщедт за Йохана Каролина фон Алвенслебен (* 30 юни 1746, Алслебен; † 26 юни 1787, Айхенбарлебен), внучка на Йоахим Лудолф фон Алвенслебен (1661 – 1730), дъщеря на майор Йохан Фридрих IV фон Алвенслебен (1698 – 1752) и Вилхелмина Ернестина Луиза фон Ерлах (1722 – 1756). Те имат осем деца:
- Фердинандина Хенриета Елеонора Вилхелмина фон Алвенслебен, омъжена за Август фон Бенигзен
- Каролина Ернестина Фридерика фон Алвенслебен (* 18 юни 1766, Айхенбарлебен; † 9 март 1856, Потсдам), омъжена на 31 юли 1789 г. в Айхенбарлебен за граф Филип Ернст Александер фон дер Шуленбург-Емден (* 27 януари 1762, Бремерфьорде; † 17 октомври 1820, Емден, Анхал), пруски политик
- Фридерика Шарлота Луиза фон Алвенслебен
- Августа Юлиана Филипина фон Алвенслебен
- Гебхард Йохан фон Алвенслебен, женен за Каролина фон Алвенслебен; имат седем бездетни деца
- Хелена Юлиана Албертина фон Алвенслебен, омъжена за Фердинанд фон Дицелски
- Вилхелмина Каролина Амалия Фридерика фон Алвенслебен, омъжена I. за Йоахим фон Алвенслебен, II. за Карл фон Катизон
- Йохан Фридрих Карл фон Алвенслебен, женен за Каролина фон Хиршфелд; имат 11 деца